# Панчироли, Джованни Джакомо
Джованни Джакомо Панчироли (итал. Giovanni Giacomo Panciroli; 1587, Рим, Папская область — 3 сентября 1651, там же) — итальянский куриальный кардинал, папский дипломат и доктор обоих прав. Чрезвычайный нунций в Испании с 8 января 1642 по 1644. Государственный секретарь Святого Престола с сентября 1644 по 3 сентября 1651. Титулярный латинский патриарх Константинопольский с 16 декабря 1641 по 13 июля 1643. Кардинал-священник с 13 июля 1643, с титулом церкви Санто-Стефано-аль-Монте-Челио с 28 ноября 1644.

## Ранняя жизнь
Родился Джованни Джакомо Панчироли в Риме в 1587 году (точная дата неизвестна). Его отцом был портной. Его имя также внесено в список как Джанджакопо, а его фамилия как Панцироли и Панчироле. 
Образование получил в Архигимназиуме Рима, получил докторантуру in utroque iure, и в каноническом и гражданском праве, в 1605 году.
Адвокат дел в Римской Курии. Сопровождал нунция Джамбаттисту Памфили, будущего папу римского Иннокентия X, как аудитор в нунциатуру в Неаполе и Испании. Возвратился в Рим и пошёл на службу к кардиналам Барберини. Почётный камергер Его Святейшества. Управляющий дома кардинала Франческо Барберини старшего. Референдарий Трибуналов Апостольской Сигнатуры Правосудия и Милости с 10 июня 1628 года; аудитор с 1632 года. Нунций к итальянским князьям и министрам короля Испании, чтобы заключить мир между ними. Придворный прелат. Аудитор Трибунала Священной Римской Роты с 1632 года.
Ничего не известно о его рукоположении в сан священника.

## Епископ и кардинал
16 декабря 1641 года избран титулярным патриархом Константинопольским, сохраняя аудиторство. Ординация в епископа имела место, в воскресенье, 12 января 1642 года, в церкви Санта-Мария ин Валличелла, в Риме. Ординацию совершил кардинал Джулио Саккетти, которому сослужили и помогали Лельо Фальконьери — титулярный архиепископ Тебе и Алессандро Кастракани — бывший епископ Никастро. Чрезвычайный нунций в Испании с 18 января 1642 года. 
Возведён в сан кардинала-священника на консистории от 13 июля 1643 года. Участвовал в Конклаве 1644 года, который избрал папу римского Иннокентия X. Государственный секретарь Святого Престола с сентября 1644 года до своей смерти. 28 ноября 1644 года получил красную шапку и титул церкви Санто-Стефано-аль-Монте-Челио.
Скончался 3 сентября 1651 года, в семь часов вечера, в апостольском дворце на горе Квиринал, в Риме. Захоронен рядом с главным алтарем церкви Сан-Сильвестро-аль-Квиринале в Риме.